# 古市彩音
古市 彩音（ふるいち あやね、1995年6月16日 - ）は、日本の元女子バレーボール選手である。

## 来歴
富山県富山市出身。
富山第一高等学校、宇都宮大学を経て2017年11月にV・チャレンジリーグII所属の群馬銀行グリーンウイングスの内定選手となり、2017-18シーズンの試合に出場。
2018年、大学卒業後正式に入団。同年からはV.LEAGUE DIVISION2（V2）でプレー。
2020年、チームのキャプテンに就任したが、同年11月15日の千葉エンゼルクロス戦で右膝前十字靭帯断裂の重傷を負い、翌シーズンに復帰した。
2023年5月、群馬銀行を退団。同年6月、V1のデンソーエアリービーズ入団が発表された。
2023-24レギュラーシーズンでは出場がなかったが、V CupでV1初出場を果たすと、翌2024-25シーズン第2節のKUROBEアクアフェアリーズ戦でSVリーグ初出場を果たした。
2025年4月、2024-25シーズン限りでの現役引退が発表された。5月9日に引退選手として公示。引退後は事務局スタッフに就任した。

## 所属チーム
- 富山第一高等学校（2011-2014年）
- 宇都宮大学（2014-2018年）
- 群馬銀行グリーンウイングス（2018-2023年）
- デンソーエアリービーズ（2023-2025年）